# Roca d'en Pla
La Roca d'en Pla és una muntanya de 903 metres que es troba al municipi d'Arbúcies, a la comarca de la Selva.
Al cim podem trobar-hi un vèrtex geodèsic (referència 298103001). Al costat mateix hi ha l'Ermita del Nen Jesús de Praga.